# NGC 7539
إن جي سي 7539 التي يرمز لها بالرمز NGC 7539، هي مجرة، في كوكبة الفرس الأعظم.

## الاكتشاف
اكتشفت في 17 أغسطس 1828، بواسطة جون هيرشل.